# Ashburn (Georgia)
Ashburn es un pueblo ubicado en el condado de Turner en el estado estadounidense de Georgia. En el censo de 2000, su población era de 4.419. Es conocida porque el cacahuete más grande del mundo se encuentra en esta localidad. En la actualidad hay un monumento conmemorativo en su honor.

## Demografía

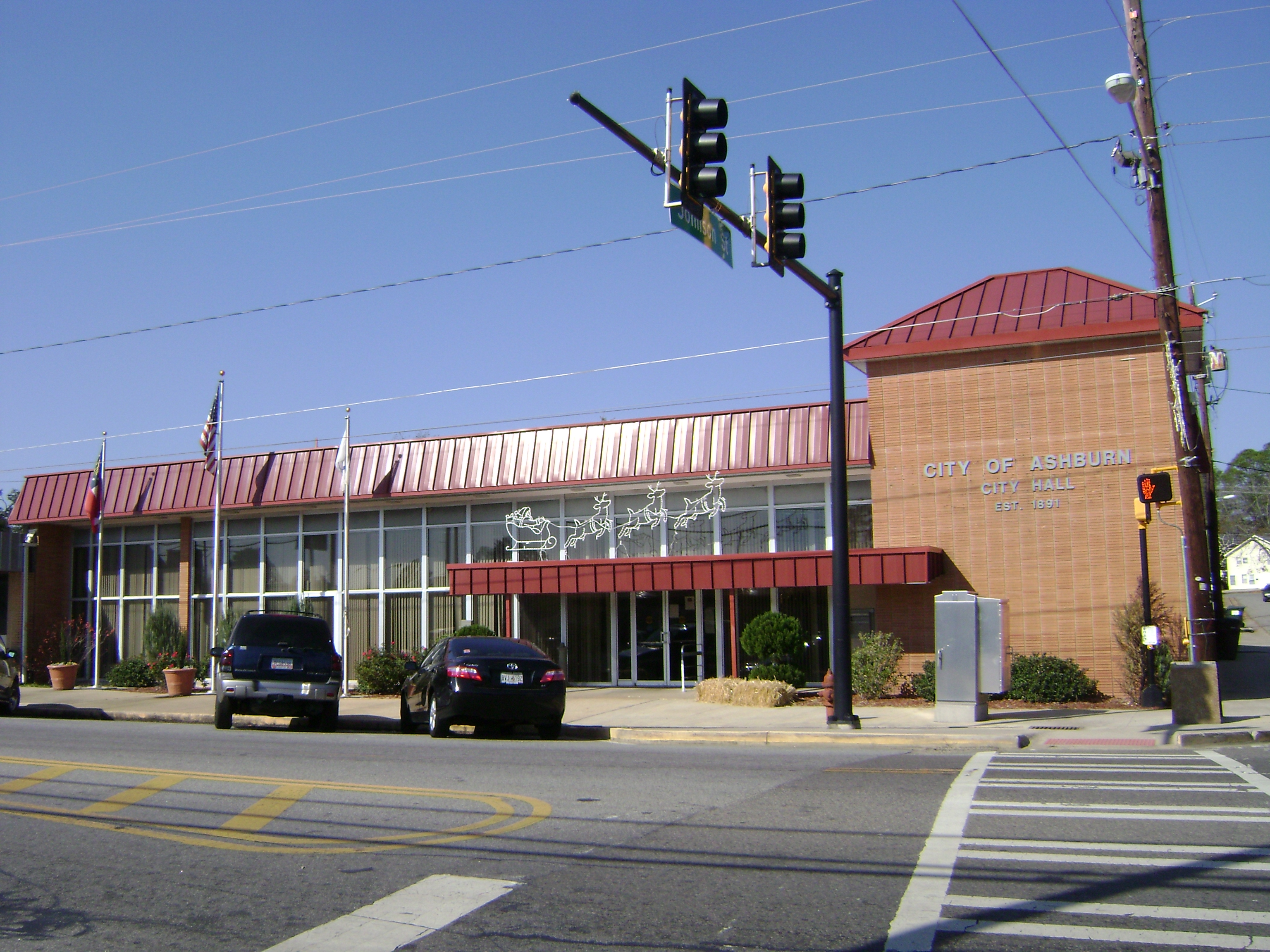
Ayuntamiento de Ashburn.

En el 2000 la renta per cápita promedia del hogar era de $18,702, y el ingreso promedio para una familia era de $21,481. 
El ingreso per cápita para la localidad era de $10,786. Los hombres tenían un ingreso per cápita de $22,328 contra $16,269 para las mujeres.

## Geografía
Ashburn se encuentra ubicado en las coordenadas 31°42′16″N 83°39′14″O / 31.70444, -83.65389 (31.704378, -83.653786).
Según la Oficina del Censo, la localidad tiene un área total de 11,8 km² (4,6 mi²), de la cual 11,7 km² (4,5 mi²) es tierra y 0,1 km² (0 mi²) (0.1%) es agua.